# Stefan von der Lahr

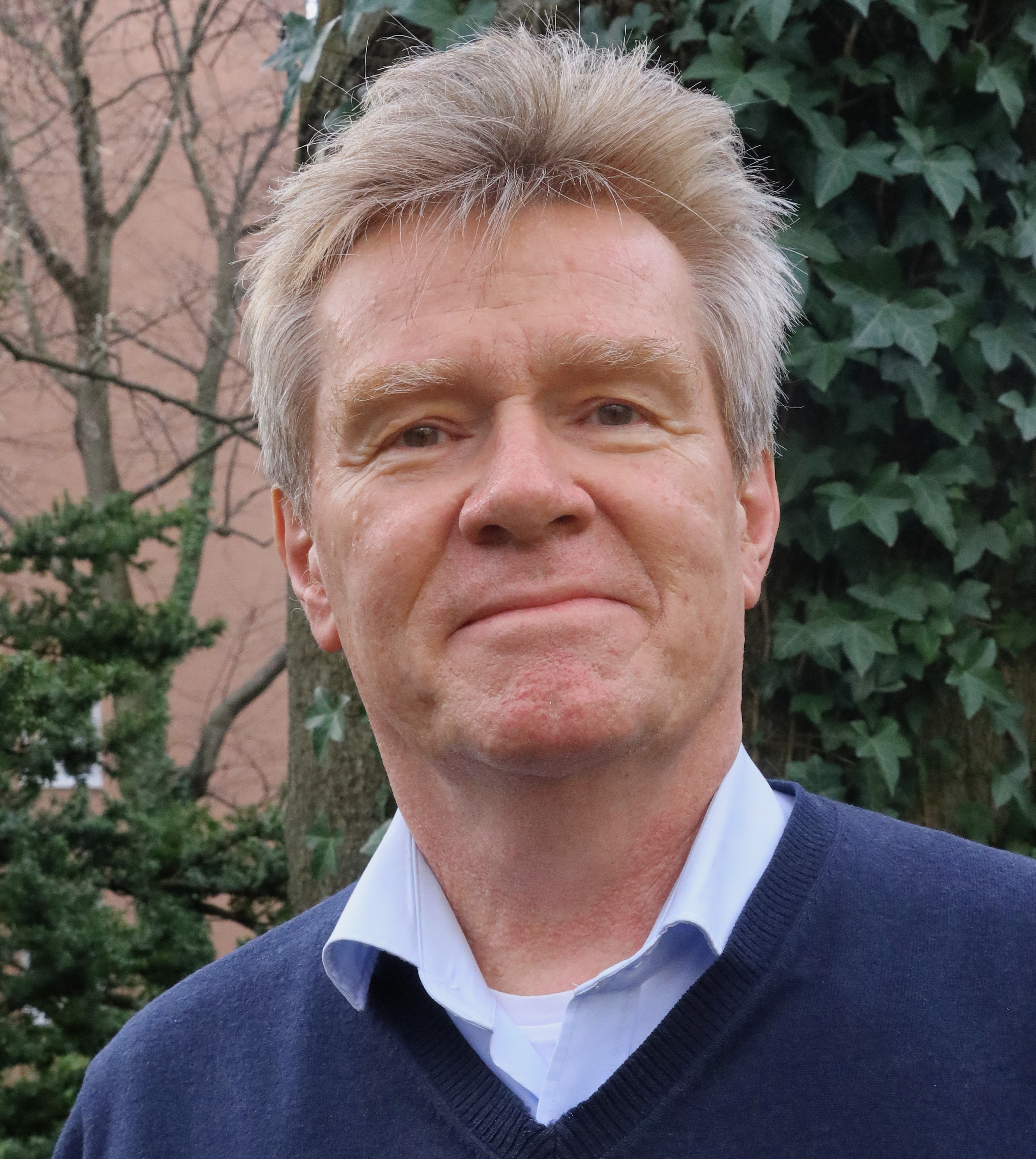
Stefan von der Lahr, 2023

Stefan von der Lahr (* 31. Januar 1958 in Saarburg) ist ein deutscher Schriftsteller und Buchautor und Lektor für den Bereich Altertumswissenschaften im Verlag C.H. Beck in München.

## Herkunft und Ausbildung
Von der Lahr ist aufgewachsen in Trier. Von 1977 bis 1987 studierte er an der Universität Konstanz Geschichte, Philosophie, Rechtswissenschaft, 1987 mit dem Abschluss als Magister Artium. 1990 promovierte er in Konstanz bei Wolfgang Schuller mit dem Dissertationsthema „Dichter und Tyrannen im archaischen Griechenland. Das Corpus Theognideum als zeitgenössische Quelle politischer Wertvorstellungen archaisch-griechischer Aristokraten“.

## Beruflicher Werdegang
Von 1990 bis 1992 arbeitete von der Lahr als wissenschaftlicher Angestellter der Universität-Gesamthochschule Paderborn bei dem Althistoriker Dieter Flach im Rahmen des Forschungsprojekts der Deutschen Forschungsgemeinschaft zum Thema „Die Gesetze der römischen Republik“. Daraus hervorgegangen ist die Publikation „Die Gesetze der frühen römischen Republik“. Seit 1992 ist von der Lahr Lektor für Altertumswissenschaften im Verlag C.H.Beck.

## Publikationen
Neben seinem Beruf als Lektor ist von der Lahr auch als Schriftsteller und Buchautor tätig. 1999 verfasste er für den Sammelband über „Große Gestalten der griechischen Antike“ das Porträt über den in der 2. Hälfte des 6. Jahrhunderts v. Chr. lebenden griechischen Schriftsteller Theognis von Megara.
Seit 2015 veröffentlicht von der Lahr Romane, deren Inhalt auf antik-historischen Vorlagen fußt, Kriminalromane, die zumeist eingebettet sind in christliche Traditionen und Mythen. In seinem ersten Kriminalroman mit dem Titel „Das Grab der Jungfrau“ entdeckt Professor Cyrill Knightley in seinen letzten Lebenstagen mit seinem Schüler Bill Oakbridge ein Papyrusfragment aus den ersten Tagen der Kirche in Ephesos. Auf die Idee, über das Grab der Gottesmutter zu schreiben, kam von der Lahr 2011 bei einer Exkursion zu den Ruinen der Johanneskirche oberhalb des kleinasiatischen Ortes Selçuk, dem einstmaligen Ephesos, wo sich Maria der Legende zufolge nach der Himmelfahrt Jesu mit dem Apostel Johannes im Haus der Mutter Marias niedergelassen haben soll. Der Literaturkritiker Berthold Seewald attestiert dem Roman um das antike Papyrus „verblüffende Authentizität“ und „atemberaubende Wahrscheinlichkeit“, die er auf das Expertenwissen des Autors und Altertumsforschers zurückführt.
In seinem zweiten Kriminalroman „Hochamt in Neapel“ sind von der Lahrs Protagonisten, ein Kommissar und ein Bischof, einer archäologischen Sensation und einem kirchengeschichtlichen Skandal auf der Spur. Die Literaturkritikerin Rose-Maria Gropp bemerkte dazu in der FAZ „Gutmenschen, Kleriker und Geldscheffler verstricken sich in Stefan von der Lahrs Krimi „Hochamt in Neapel“ in aktuelle, aber auch historische Intrigen – wie bei Dan Brown, nur viel intelligenter“.
In seinem dritten Roman „Dämonen im Vatikan“ lässt von der Lahr das Ermittlerduo Commissario Bariello und Weihbischof Montebello in einer spannenden Mischung aus Historie und Gegenwart etliche Morde im Vatikan aufklären. In literaturkritik.de urteilt Dietmar Jacobsen: „Mit Dämonen im Vatikan hat Stefan von der Lahr einen gut lesbaren, sich auf ausgesprochen unterhaltsame Weise der Widersprüche und Probleme der katholischen Kirche unserer Zeit annehmenden Roman vorgelegt“. In dem Zusammenhang dürfte erwähnenswert sein, dass Stefan von der Lahr, der sich selbst als gläubigen Christen sieht, vor längerer Zeit von der katholischen zur evangelischen Kirche konvertiert ist.

## Werke
- Dichter und Tyrannen im archaischen Griechenland in „Quellen und Forschungen zur antiken Welt“. tuduv-Verlags-Gesellschaft, 1992, ISBN 978-3-88073-454-8
- Das Grab der Jungfrau. Kriminalroman. Verlag Antike, Heidelberg 2015, ISBN 978-3-938032-89-3; in leicht bearbeiteter Fassung 2020 im Verlag C.H.Beck, ISBN 978-3-406-75658-0
- Hochamt in Neapel. Kriminalroman. Verlag C.H.Beck, 2019, ISBN 978-3-406-73133-4
- Dämonen im Vatikan. Kriminalroman. Verlag C.H.Beck, 2023, ISBN 978-3-406-80002-3